# Stora Karlsö
Pour les articles homonymes, voir Stora.
Stora Karlsö est une petite île suédoise de la mer Baltique. Elle est située à environ 6 km à l'ouest de Gotland. Elle a une superficie de 2,5 km2 et atteint 52 mètres de haut. La plupart de l'île est constitué d'un plateau calcaire, bordé de falaises escarpées le long de la côte.
L'île est surtout connue pour sa richesse ornithologique et sa flore. Il y a de grandes colonies de Guillemot de Troïl (environ 7 500 couples reproducteurs) et Petit Pingouin ou Pingoiun Torda (4 500 paires), mais aussi de nombreuses femelle d'Eider à duvet qui couvent dans la végétation. Au printemps, il y a un nombre extraordinaire d'orchidées, surtout Orchis sureau et Orchis mâle. Il y a aussi plusieurs plantes très rares pour la Suède comme  Adonis vernalis, Lactuca quercina (appelé 'Karlsösallat' en suédois) et Corydalis gotlandica (la seule plante endémique sur Gotland).
Il a été prouvé que Stora Karlsö a été habitée depuis l'âge de pierre. Au Moyen Âge, il y avait une carrière de marbre, qui a servi de base pour de nombreuses églises de Gotland. L'île est une réserve naturelle, qui est, après le parc national de Yellowstone, le plus ancien espace naturel protégé dans le monde.
De mai à août, il y a des bateaux d'excursion partant du village de Klintehamn.